# Szárti

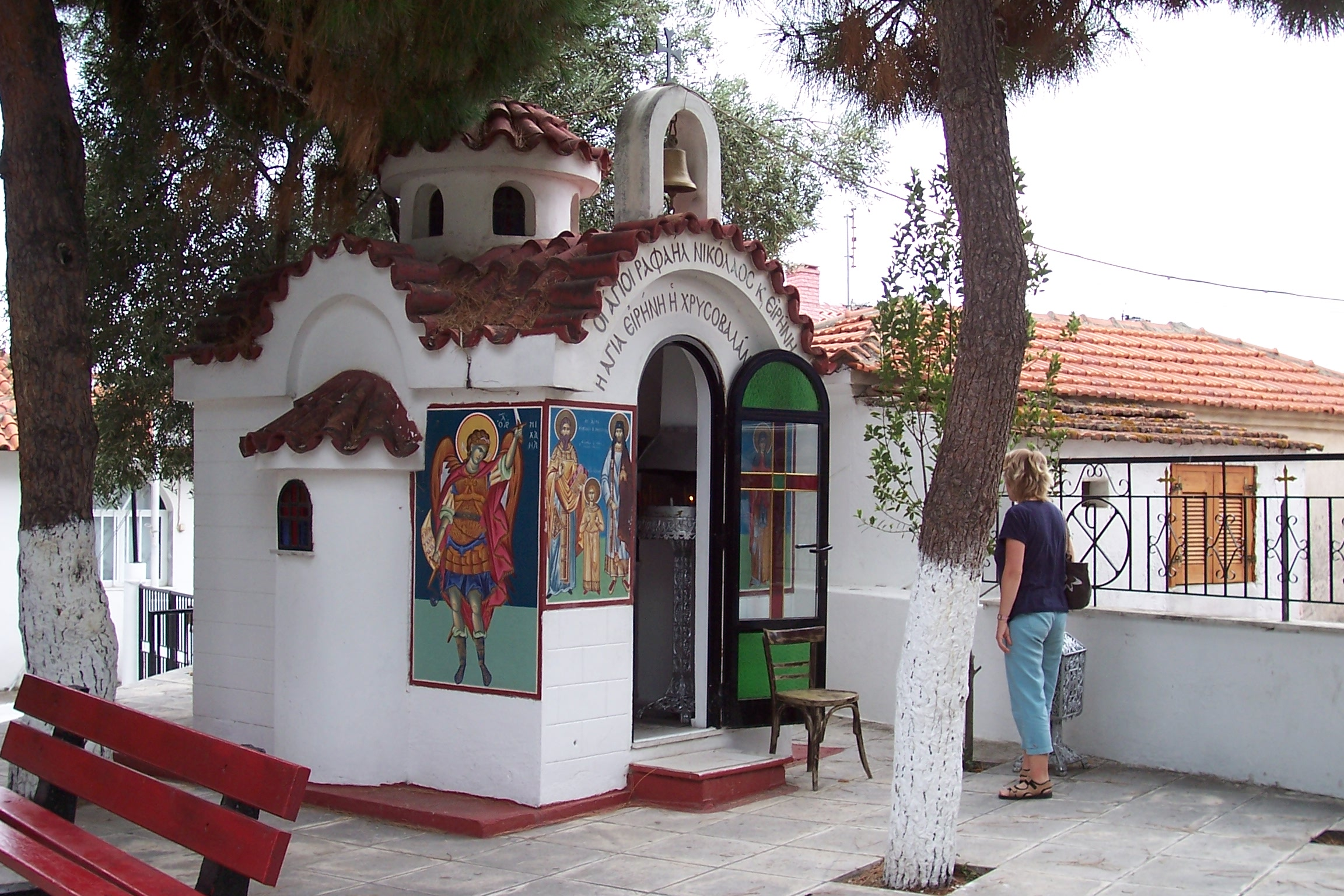
A templom kápolnája

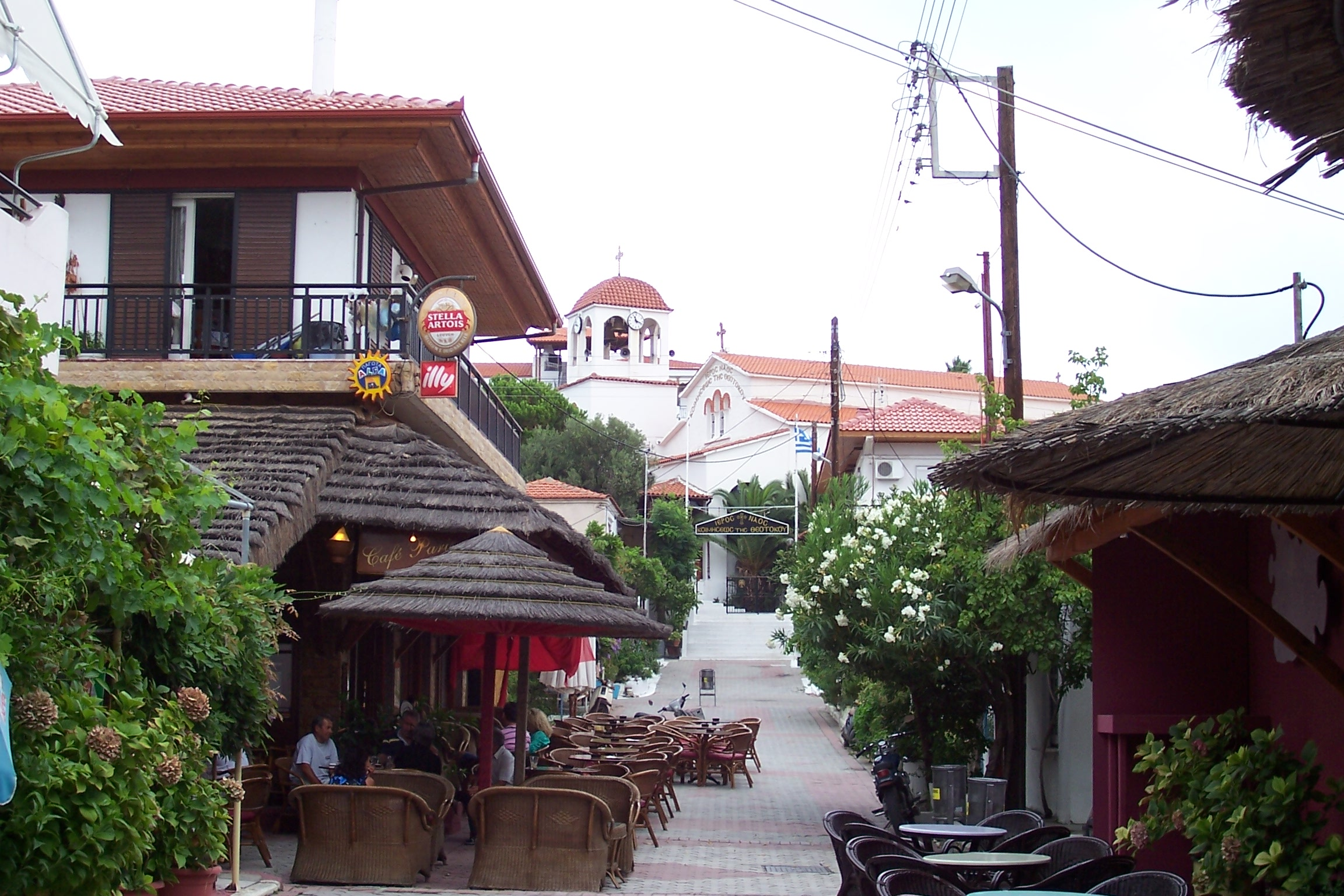
A templomhoz vezető utca

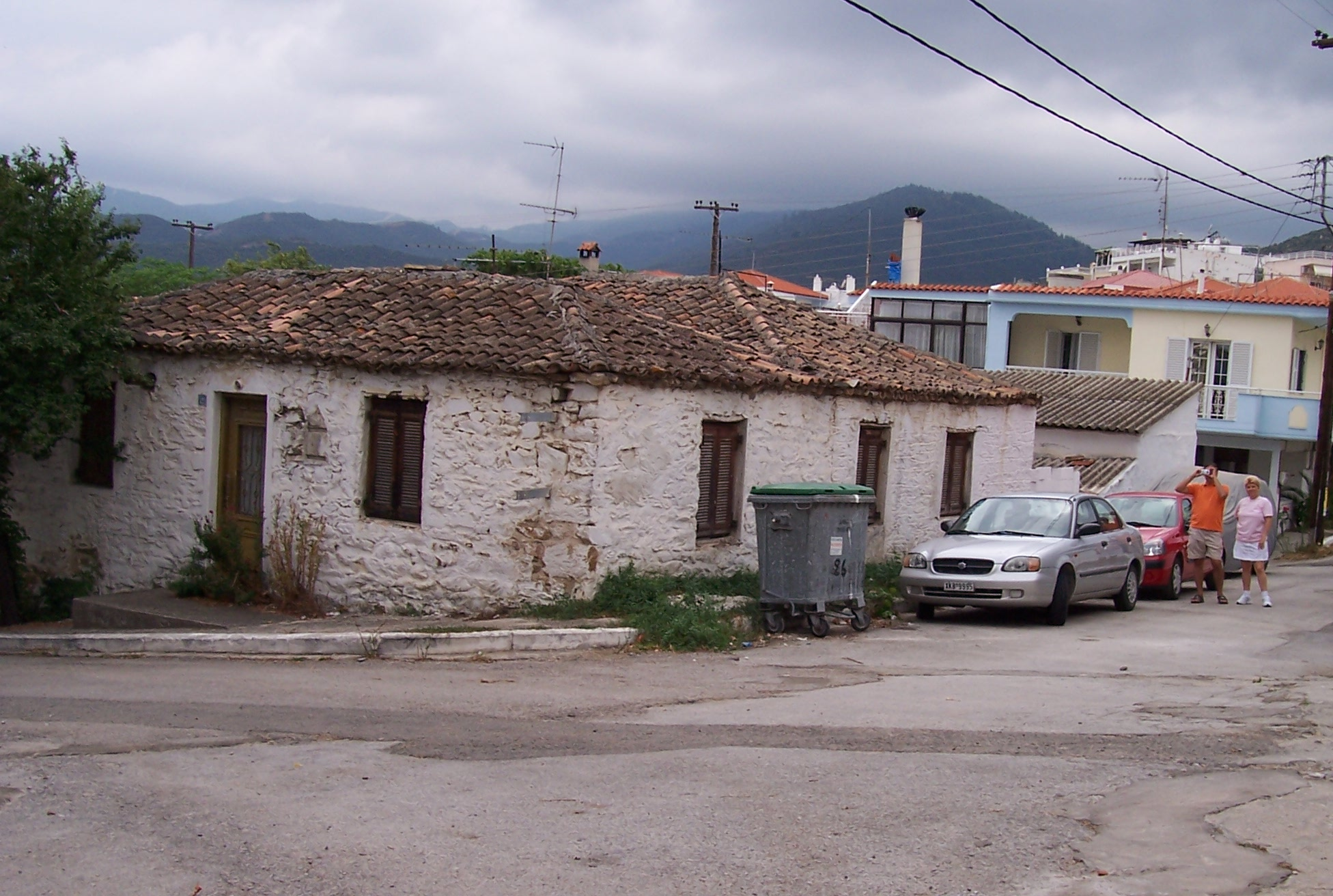
Régi ház az ófaluban

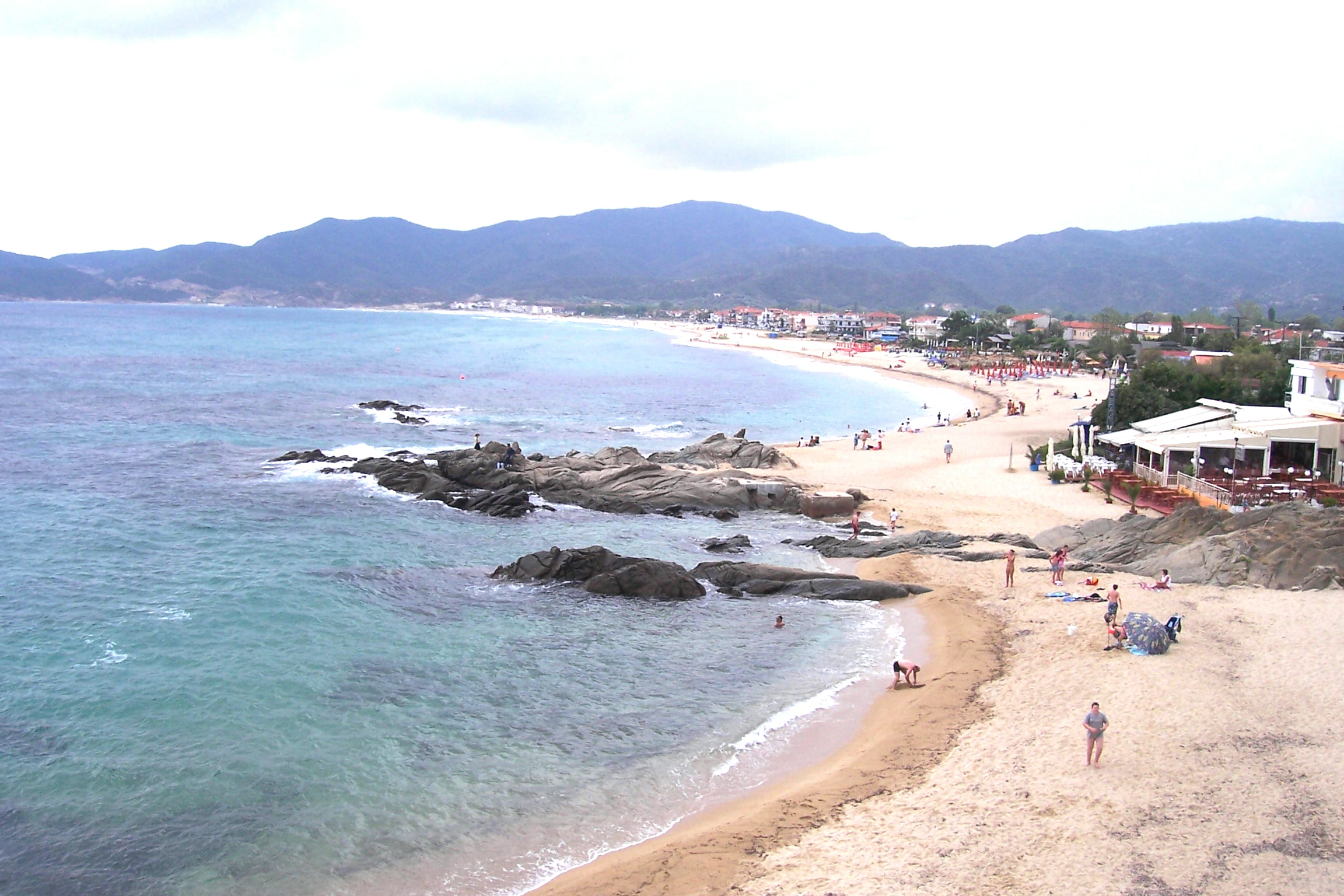
Strand

Szárti (görögül Σάρτη) település Görögország Közép-Makedónia régiójában a Halkidikí prefektúrában. Közigazgatásilag Szithonia községhez tartozik. Az egykori halászfalu napjainkban idegenforgalmáról nevezetes.

## Fekvése
Görögország északkeleti részén elterülő Halkidikí-félsziget középső nyúlványán, az Égei-tengerbe mélyen benyúló Szithonía-félsziget délkeleti partvidékén, a megközelítőleg 2,5 km hosszúságban elnyúló Szárti-öböl partján fekszik. Középső és déli partszakaszát homokstrandok jellemzik, az északit a környező dombok tengerbe futó sziklás szakaszai tarkítják. Az egykori halászfalu a mai település északi peremén terül el, ez egyúttal lakott területének legmagasabban fekvő része. Széles sík partszakaszán kívül területe hegyvidék karéjában fekszik.

## Története
A 14. században az Athoszon fekvő Xiropotámu kolostor birtokaként kis halászfalu feküdt területén. Azonban az évszázadok folyamán a külvilágtól elzárt falucska teljesen elnéptelenedett. A település újraalapítása 1922-ben, a görög-török háború végén Kis-Ázsiából érkező görög menekültek letelepedése által valósult meg. A nagymértékű elszigeteltségben megbúvó kis halászfalu gazdasági fejlődése a Szithonía-félszigeten átívelő közút megépítésével az 1970-es évek kezdetén indult el. Korábban a szomszédos települések megközelítése elsősorban hajók által valósult meg. Gazdaságának legjelentősebb ágazata az idegenforgalom.

## Lakossága
A 2001-es népszámlálási adatok szerint lakosainak száma 1009. Területének viszonylag nagy kiterjedése miatt a négyzetkilométerenkénti 18,9 lakost kitevő népsűrűsége jóval az országos népsűrűségi mutatók átlagértéke alatt van.

## Közigazgatása
A település 1922-es újraalapítását követően évtizedeken át önálló státussal rendelkezett. Az 1997-ben végrehajtott közigazgatási reform önállóságától megfosztotta és a Szikiá illetve Toróni települések hármasából összetevődő közigazgatási egység részévé tette, amelynek közös elnevezése a településhármas legkisebb létszámú, de legjelentősebb ókoribeli  tagjának, Toróni nevét vette fel, székhelye pedig a legnépesebb Szikiá volt. A 2011-es közigazgatási reform módosításai szerint Szikiá kivonásával már csak Torónival alkot közösséget Szithonía néven.

## Közlekedés
A település szárazföldi megközelítése a félszigeten átívelő közút megépítésével, csak az 1970-es évek kezdetén valósult meg. Ez a közút a félsziget mindkét partvidékén végighalad, Szártit közvetlenül annak keleti útvonala érinti. A jó útviszonyok mellett azonban  elővigyázatosságra ad okot, hogy ezen útszakasz rendkívül kanyargós, hegyvidéki jellegű, néhol kőomlással is veszélyeztetett, mindenképpen lassúbb haladási sebességet igényel. Az útvonal közlekedési nehézségeiért azonban az utazót több helyütt a mélyben elterülő tengerpart pazar látképe kárpótolja. Vasúti összeköttetése nincs. Légi úton a szaloniki nemzetközi repülőtér által közelíthető meg, amely a településtől megközelítőleg 140 km-re fekszik. A közút megépítésével a korábban jelentős hajózás háttérbe szorult, s a települést szegélyező öböl északi részén fekvő kikötő így főként a halászat és a turizmus kiszolgálására szakosodott. A településen a nyári szezonban két turistahajó szállítja az utasokat a környék öbleibe, melynek külön érdekessége, hogy a kalózhajó teljesen magyar családi vállalkozásban üzemel.

## Politika
A 2007-es parlamenti választásokban lakosságának többsége, azaz 48,78 százaléka a jobb-közép irányultságú Új Demokrácia Pártra adta le szavazatát, további 40,30 százalékot a balközép PASZOK, 10,59 százalékot a Görög Kommunista Párt, 2,12 százalékot a baloldali SZIRIZA, 1,91 százalékot a szélsőségesen nacionalista LAOSZ szerezte meg. A szavazatok maradék részén további kilenc párt osztozott. A 2006-os régió-választások helyi győztese szintén a Új Demokrácia párt volt.

## Látnivalók
- Szűz Mária kolostor: 500 méterre a falutól.
- Kavourotripes (narancspart, amely világoskék zászlóval rendelkezik): 10 kilométerre található Sartitól
- Metochi: 500 méterre található falu
- Kék Lagúna part
- Szent Dávid katolikus kolostor 555 méter a belépés csak engedéllyel.
- Goa part: 2 kilóméterre található apró part

## Külső hivatkozások
- Sarti kedvcsináló
- Szárti autóval Szerbia és Macedónia felé, autópályadíj
- Szárti a Startlapon
- Szárti
- Görögország - Szárti
- Szárti webkamerája

## Fordítás
Ez a szócikk részben vagy egészben a Sarti (Chalkidiki) című német Wikipédia-szócikk ezen változatának fordításán alapul.  Az eredeti cikk szerkesztőit annak laptörténete sorolja fel. Ez a jelzés csupán a megfogalmazás eredetét és a szerzői jogokat jelzi, nem szolgál a cikkben szereplő információk forrásmegjelöléseként.